# Oravská Polhora
Oravská Polhora je naseljeno mjesto u okrugu Námestovo u Žilinskom kraju u Slovačkoj.

## Stanovništvo
| Godina:     | 1993. | 2003.    | 2013.   | 2023.   |
| ----------- | ----- | -------- | ------- | ------- |
| Broj ljudi: | 3255  | 3595     | 3866    | 4014    |
| Razlika:    |       | +10,44 % | +7,53 % | +3,82 % |

| Godina:     | 2022. | 2023.   |
| ----------- | ----- | ------- |
| Broj ljudi: | 3991  | 4014    |
| Razlika:    |       | +0,57 % |

Prema podatcima o broju stanovnika iz 2023. godine naselje je imalo 4014 stanovnika.

## Vanjske poveznice
|  | Zajednički poslužitelj ima još gradiva o temi Oravská Polhora |

- Službena stranica naselja (sl.)